# 小行星7657
小行星7657（英語：7657 Jefflarsen）是一颗围绕太阳公转的小行星。1992年4月25日，太空监视在基特峰发现了此天体。
这颗小行星的绝对星等为294.6091001350227等。